# Edward Henry Goulburn
Edward Henry Goulburn, britanski general, * 27. maj 1903, † 15. februar 1980.